# Polyspora sablayana
Polyspora sablayana är en tvåhjärtbladig växtart som först beskrevs av Melch., och fick sitt nu gällande namn av Orel, Peter G.Wilson, Curry och Luu. Polyspora sablayana ingår i släktet Polyspora och familjen Theaceae. Inga underarter finns listade i Catalogue of Life.